# Oscillons from the Anti-Sun
Oscillons from the Anti-Sun es un box set de la banda inglesa de post-rock Stereolab, editado en el año 2005. Esta compilación es una colección compuesta por tres CD y un DVD; incluye EP y singles del grupo, además de canciones nunca editadas. El DVD incluye promos y apariciones en televisión.

## Lista de temas

### CD 1
1. "Fluorescences" – 3:23
2. "Allures" – 3:29
3. "Fruition" – 3:50
4. "Wow and Flutter" – 3:07
5. "With Friends Like These" – 5:50
6. "Pinball" – 3:13
7. "Spinal Column" – 2:53
8. "Ping Pong" [Versión no editada] – 3:02
9. "Golden Ball" – 6:26
10. "Cybele's Reverie" – 2:55
11. "Nihilist Assault Group, Pts. 1-3" – 7:12
12. "Off-On" – 5:24

### CD 2
1. "Jenny Ondioline" – 3:53
2. "Young Lungs" – 6:33
3. "Escape Pod" (From the World of Medical Observations) – 3:57
4. "Moodles" – 7:23
5. "You Used to Call Me Sadness" – 5:10
6. "Captain Easychord" – 2:53
7. "Les Aimies Des Memes" – 3:55
8. "French Disco" – 4:26
9. "Transona Five" [En vivo] – 5:42
10. "Moogie Wonderland" – 3:34
11. "Canned Candies" – 4:13
12. "Narco Martenot" – 4:23

### CD 3
1. "The Noise of Carpet" – 3:07
2. "The Free Design" – 3:45
3. "Les Yper-Yper Sound" – 5:18
4. "Pain Et Spectacles" – 3:31
5. "Ping Pong" – 3:03
6. "Long Life Love" – 7:06
7. "Jenny Ondioline" [Versión alternativa] – 6:08
8. "Heavy Denim" – 2:49
9. "Brigitte" – 5:46
10. "Miss Modular" – 4:13
11. "Soop Groove #1" – 13:06

### DVD
1. "Jenny Ondioline"
2. "Ping Pong"
3. "Wow and Flutter"
4. "Cybele's Reverie"
5. "Fluorescences"
6. "Miss Modular"
7. "The Free Design"
8. "French Disko"
9. "The Noise of Carpet"
10. "French Disko" - The Word
11. "Cybele's Reverie" - Later with Jools Holland
12. "Les Yper Sound" - Later with Jools Holland